# Lubraniec
Lubraniec é um município da Polônia, na voivodia da Cujávia-Pomerânia e no condado de Włocławek. Estende-se por uma área de 1,97 km², com 3 052 habitantes, segundo os censos de 2017, com uma densidade de 1549,2 hab/km².